# Derby City Classic 2015
Das Derby City Classic 2015 war die 17. Auflage eines seit 1999 jährlich ausgetragenen Poolbillardturniers. Es fand vom 23. bis 31. Januar 2015 im Horseshoe Southern Indiana in Elizabeth, Indiana in den USA statt. Dabei wurden in den Disziplinen 9-Ball, 10-Ball, 14/1 endlos, Bank Pool und One Pocket insgesamt neun Wettbewerbe veranstaltet. Die Gesamtwertung (Master of the Table) gewann der Kanadier Alex Pagulayan. Den 9-Ball-Wettbewerb gewann der Philippiner Warren Kiamco im Finale gegen Pagulayan.

## Wettbewerbe
| Disziplin                 | 1. Platz           | 2. Platz        | 3. Platz          |
| ------------------------- | ------------------ | --------------- | ----------------- |
| 9-Ball Banks Mini         | Tony Mougey        | Josh Lewis      | Kaelin Conkright  |
| 9-Ball Banks Mini         | Tony Mougey        | Josh Lewis      | Marco Teutscher   |
| Bigfoot 10-Ball-Challenge | Shane van Boening  | Lee Van Corteza | Jeffrey Ignacio   |
| Bigfoot 10-Ball-Challenge | Shane van Boening  | Lee Van Corteza | Alex Pagulayan    |
| 9-Ball Banks              | Shannon Daulton    | John Brumback   | Efren Reyes       |
| One Pocket Mini           | Rob Hart           | David Krenzel   | Lee Brett         |
| One Pocket Mini           | Rob Hart           | David Krenzel   | Marc Vidal        |
| Straight Pool Challenge   | Ruslan Tschinachow | Jayson Shaw     | Warren Kiamco     |
| Straight Pool Challenge   | Ruslan Tschinachow | Jayson Shaw     | Mika Immonen      |
| One Pocket                | Alex Pagulayan     | Mike Dechaine   | Justin Hall       |
| 9-Ball Mini               | Marco Teutscher    | Rubén Bautista  | Steve Fleming     |
| 9-Ball Mini               | Marco Teutscher    | Rubén Bautista  | Nick van den Berg |
| Bank Pool Ring Game       | Justin Hall        | John Morra      | unbekannt         |
| 9-Ball                    | Warren Kiamco      | Alex Pagulayan  | Jeremy Sossei     |
| Master of the Table       | Alex Pagulayan     | Efren Reyes     | John Brumback     |

### 9-Ball
Der 9-Ball-Wettbewerb fand vom 28. bis 31. Januar statt. Mit einem Gesamt-Preisgeld von über 77.000 US-Dollar, von denen der Sieger 16.000 US-Dollar erhielt, war er der höchst-dotierteste Wettbewerb des Derby City Classic. Gespielt wurde im K.-o.-System, wobei sich jeder Spieler einmal zurück kaufen konnte. Im Folgenden ist die Rangliste der 49 bestplatzierten Spieler angegeben.
| Platz | Spieler              |
| ----- | -------------------- |
| 1     | Warren Kiamco        |
| 2     | Alex Pagulayan       |
| 3     | Jeremy Sossei        |
| 4     | Alex Lely            |
| 4     | Dennis Orcollo       |
| 6     | Skyler Woodward      |
| 6     | Imran Majid          |
| 6     | Jason Klatt          |
| 9     | Shane van Boening    |
| 9     | Efren Reyes          |
| 9     | Scott Frost          |
| 9     | John Brumback        |
| 9     | Marco Teutscher      |
| 14    | Brandon Shuff        |
| 14    | Shannon Murphy       |
| 14    | Rodney Morris        |
| 14    | Mika Immonen         |
| 14    | Eric Durbin          |
| 14    | Tom D’Alfonso        |
| 14    | Ruslan Tschinachow   |
| 14    | Francisco Bustamante |
| 14    | Carlo Biado          |
| 14    | Justin Bergman       |
| 14    | Jeff Abernathy       |
| 25    | Maksim Dudanets      |
| 25    | Alex Olinger         |
| 25    | Jonathan Pinegar     |
| 25    | Jerry Calderon       |
| 25    | John Gabriel         |
| 25    | Tyler Styer          |
| 25    | Josh Roberts         |
| 25    | Nick van den Berg    |
| 25    | Larry Nevel          |
| 25    | Ryan Hollingsworth   |
| 25    | Lee Van Corteza      |
| 36    | Yaroslav Vinokur     |
| 36    | Mike Davis           |
| 36    | Marc Vidal           |
| 36    | Adam Wheeler         |
| 36    | Brian Brekke         |
| 36    | Markus Juva          |
| 36    | Kelly Chuberko       |
| 36    | Beau Runningen       |
| 36    | Ed Culhane           |
| 36    | Joven Bustamante     |
| 36    | Joe Dupuis           |
| 36    | Raymund Faraon       |
| 36    | Rodrigo Geronimo     |
| 36    | Brandon Hallett      |